# Даціншань
Дацінша́нь — гірський хребет у системі Їньшань, в автономному регіоні Китаю Внутрішня Монголія.
Протяжність гірського хребта становить 260 км, максимальна висота — 2187 м. Хребет складений гнейсами, пісковиками та базальтами. Південний схил, який спускається в долину річки Хуанхе, крутий, сильно порізаний, північний — пологий. Переважає степова рослинність. Населення займається скотарством.

## Джерело
- Даціншань // Большая советская энциклопедия : в 30 т. / главн. ред. А. М. Прохоров. — 3-е изд. — М. : «Советская энциклопедия», 1969—1978. (рос.)